# Ettentalbach
Der Ettentalbach ist ein knapp eineinhalb Kilometer langer linker Zufluss des Würzbachs aus dem Laichweihertal mit dem Rittershofbach als Quellast.

## Geographie

### Verlauf
Der Ettentalbach entspringt auf einer Höhe von etwa 360 m ü. NHN in einem Wald nördlich des St. Ingberter Stadtteils Oberwürzbach.
Er fließt zunächst etwa 150 m in südöstlicher Richtung durch den Wald und wechselt dann seine Laufrichtung nach Ostsüdosten. Circa 350 m bachabwärts wird er auf seiner linken Seite vom aus dem Nordosten herkommenden Rittershofbach verstärkt. Kurz darauf speist der Ettentalbach einen kleinen Teich. In einen zweiten Teich fließt ihm wiederum auf der linken Seite der Zweite Ritterhofbach zu. 
Der Ettentalbach läuft nun in Richtung Südosten weiterhin durch eine Waldlandschaft und mündet schließlich östlich von Oberwürzbach auf einer Höhe von etwa 250 m ü. NHN von links in den Würzbach.

### Zuflüsse
- Rittershofbach (links), 0,5 km
- Zweiter Rittershofbach (links), 0,3 km